# Shpëtim Kapidani
Shpëtim Kapidani (Durazzo, 9 settembre 1971) è un ex calciatore albanese, di ruolo centrocampista.

## Carriera

### Nazionale
Ha collezionato una presenza con la Nazionale albanese.